# Vuelo 901 de Aviateca
El vuelo 901 de Aviateca era un Boeing 737-200 que se estrelló contra el Volcán de San Vicente de 7159 pies (2182 m) en un intento de aterrizar en el Aeropuerto Internacional de El Salvador durante condiciones climáticas adversas. El accidente mató a los 65 pasajeros y tripulantes a bordo. Fue el desastre de aviación más mortífero ocurrido en El Salvador.

## Accidente
El vuelo 901 despegó en un vuelo nocturno desde el Aeropuerto Internacional La Aurora en la Ciudad de Guatemala, hacia el Aeropuerto Internacional de El Salvador en San Salvador, Había 58 pasajeros y 7 tripulantes a bordo. La tripulación de vuelo estaba compuesta por el capitán Axel Byron Herrera de 39 años, el primer oficial Víctor Francesco Salguero de 36 años, tres asistentes de vuelo y dos miembros del personal de Aviateca. 

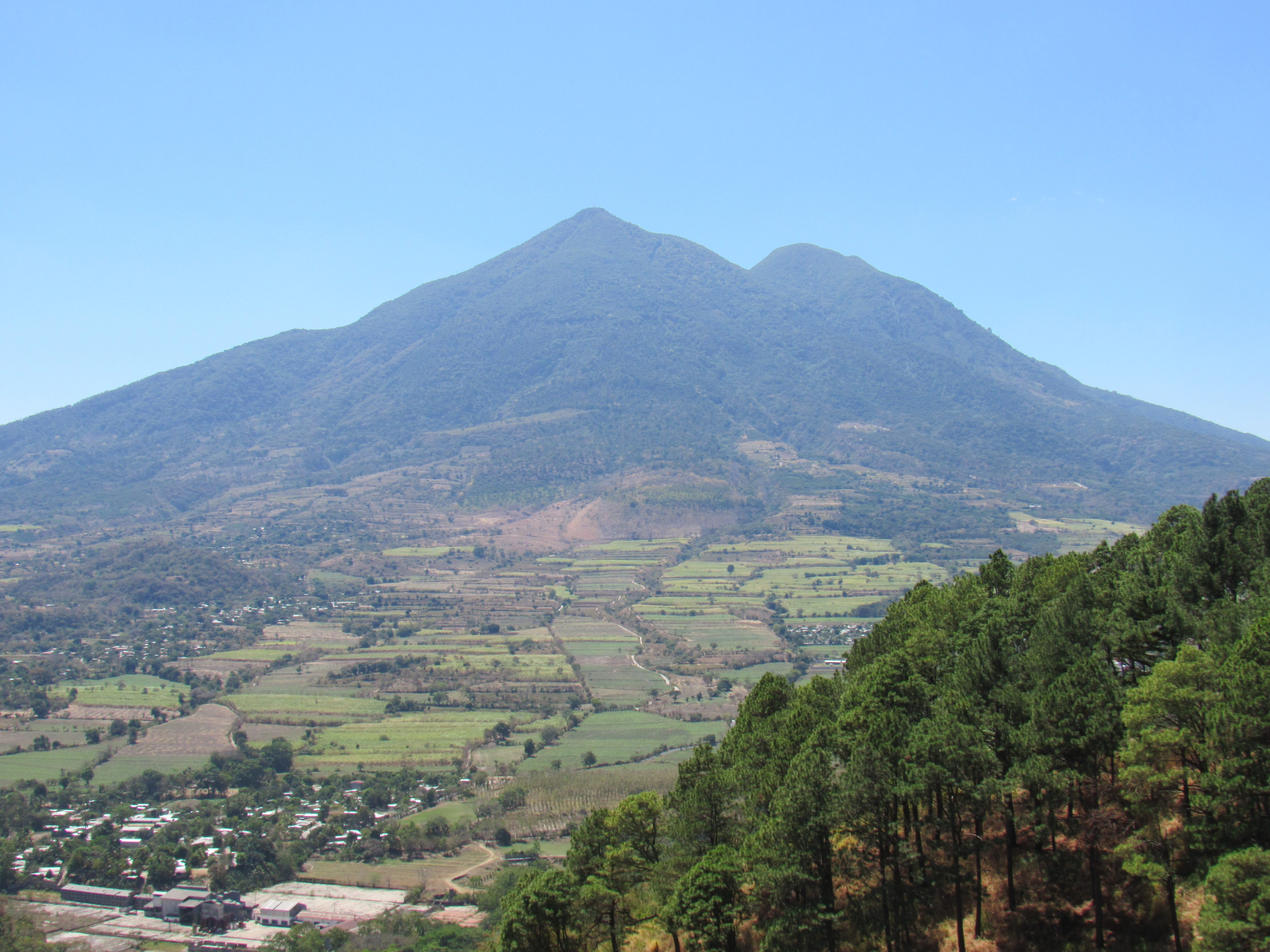
Lugar de impacto del vuelo 901.

Después de un vuelo de 20 minutos, la tripulación del vuelo 901 se comunicó con el control de tráfico aéreo en su destino, el Aeropuerto Internacional de El Salvador. El controlador les informó que había una tormenta con fuertes lluvias sobre el aeropuerto y les indicó que sobrevolaran la tormenta e iniciaran la aproximación a favor del viento para aterrizar en la Pista 07. Pero los pilotos y el control de tráfico aéreo estaban confundidos en cuanto a la posición de la aeronave. Cuando inició su aproximación, la aeronave entró en el mismo mal tiempo que había sobrevolado. Cuando estaba a 5000 pies (1524 m), sonó el sistema de advertencia de proximidad al suelo; Se aplicó energía, pero ya era demasiado tarde. A las 20:14 hora local, el vuelo 901 se estrelló contra la ladera del Volcán de San Vicente y estalló en llamas. Los 65 pasajeros y la tripulación a bordo murieron.

## Causa
La Autoridad de Aviación Civil determinó que la causa probable del accidente fue la falta de conciencia situacional de la tripulación de vuelo en relación con la obstrucción de 7159 pies, la decisión de la tripulación de vuelo de descender por debajo de la MSA mientras se desviaba de una transición o aproximación publicada, y la ambigüedad de la información de posición entre la tripulación de vuelo y el controlador de tránsito aéreo, lo que resultó en la emisión por parte del controlador de una asignación de altitud que no proporcionaba espacio libre sobre el terreno.
Esto también Contribuyó al accidente el hecho de que el primer oficial no dirigiera su preocupación con respecto a las posiciones notificadas al comandante de una manera más directa y asertiva y el hecho de que el controlador no reconociera la posición notificada de la aeronave en relación con las obstrucciones y no diera las instrucciones y advertencias apropiadas. Se sostuvo que el programa en Aviateca contribuyó al accidente.

## Datos de la CVR
Los Investigadores de la AAC, analizaron las grabadoras de voz y la de datos de vuelo. 
 ATC: Vuelo A901 hay fuertes tormentas en la aproximación a la pista 07, ¿Desea continuar con su rumbo? 
Capitán: Aquí vuelo A901 continuaremos con el rumbo a la pista 07 
ATC: Copiado vuelo A901, sobrevuelen la tormenta y inicien la aproximación a la pista 07 
Capitán: Copiado ATC 
Capitán: Iniciemos con la aproximación 
Copiloto: Velocidad de 289 nudos y  estamos a 7,000 pies 
ATC: Vuelo A901, descienda y mantenga la altitud de 5,000 pies 
Capitán: ¿Cuál es nuestra altitud? 
Copiloto: Tenemos una altitud de 7,000 pies 
Capitán: Estamos demasiado alto, bajaremos y mantendremos 5,000 pies 
ATC: Vuelo A901, ¿Cuál es su posición? 
Capitán: Estamos al norte de la pista 07 
Alarma: Terreno!!, Terreno!!, Terreno!!, Ascienda!!, Ascienda!! 
Copiloto: Que raro, se supone que en la pista 07 no hay montañas 
Capitán: Mantengamos el rumbo a la pista...... ¿Pero qué?, Elévate, Elévate, Elévate.

"La aeronave impacta bruscamente en la ladera del volcán." 
Los investigadores llegan a la conclusión de que el vuelo 901 se desvió de su rumbo e impactó con la ladera del volcán, con los factores de que el aeropuerto de El Salvador no tenía la posición exacta de la aeronave; a esto también se le agregó que las fuertes tormentas pudieron haber desorientado a los pilotos y tomaran el rumbo equivocado. Se les recomendó que mejoraran el aeropuerto y que actualizaran sus radares de vuelo para que den los datos de la posición y la altitud de las aeronaves.